# Viettesia brunneomixta
Viettesia brunneomixta är en fjärilsart som beskrevs av De Toulgoët 1959. Viettesia brunneomixta ingår i släktet Viettesia och familjen björnspinnare. Inga underarter finns listade i Catalogue of Life.